# Trimalaconothrus wuyanensis
Trimalaconothrus wuyanensis är en kvalsterart som beskrevs av Yamamoto, Aoki, Wang och Hu 1993. Trimalaconothrus wuyanensis ingår i släktet Trimalaconothrus och familjen Malaconothridae. Inga underarter finns listade i Catalogue of Life.